# БЭТО
Башкирское электронно-телекоммуникационное объединение (БЭТО; баш. Башҡортостан электрон телекоммуникациялар берекмәһе) — предприятие в городе Уфе, выпускавшее оборудование связи гражданского и военного назначения. Ныне большая часть площадей завода сдается в коммерческую аренду, часть территории застроена жилым комплексом. Награждено орденом Отечественной войны I степени (1985).
В 1985 году на предприятии впервые в СССР внедрено производство цифровых телефонных станций. В сборочном цехе М. К. Биккулов ввёл бригадную систему организации труда, способствующей росту производительности труда и увеличению выпуска продукции.

## История
Основан в 1941 году на базе эвакуированного в Уфу цехов Ленинградского завода «Красная Заря» как Уфимский филиал. Позднее, организован самостоятельный Уфимский телефонный завод союзного значения — завод № 628 «Главсвязьпрома» Народного Комиссариата электропромышленности СССР. В 1941 году на его площадку эвакуирован и включён в его состав Московский завод сложной телефонно-телеграфной аппаратуры № 9, став его правопреемником (позднее — завод № 697 по производству аппаратуры дальней связи, ныне — Башкирское производственное объединение «Прогресс»).
С 1956 года — завод № 85, с 1966 года — Уфимский завод телефонной аппаратуры (УЗТО), в 1971 году заводу присвоено имя С. М. Кирова, в 1983 году на его базе создано Уфимское производственное объединение имени С. М. Кирова, в состав которого вошли заводы «Металлист» и «Кировец», ОКБ «Искра», позднее в состав объединения вошли заводы «Темп» и «Милосердие», опытный завод «Старт».
В 1988 году, после объединения с Уфимским заводом коммутационной аппаратуры, преобразовано в Башкирское научно-производственное объединение имени С. М. Кирова.
В сентябре 1991 года предприятие акционировано и преобразовано в акционерное общество закрытого типа, с февраля 1995 года — акционерное общество открытого типа, с сентября 1996 года — ОАО «Концерн «Башкирское электронно-телефонное объединение (БЭТО)», с 2000 года — современное название.

## Продукция
Производило средства связи и телекоммуникационную технику — оборудование для электронных цифровых АТС, телефонные коммутаторы различного назначения (от 10 до 400 номеров) и кроссовое оборудование, которое поставлялось предприятиям связи Башкортостана и других регионов России, а также экспортировалось в страны ближнего и дальнего зарубежья.
Завод № 628 производил телефонный аппарат УНА-И. УЗТО производил координатные станции АТСК, телефонный коммутатор П-194М, поляризованные реле РП-4, РП-5, РП-7, РПС-11, РПС-33/5-Т.
Также производились радиоприёмники «Меркурий» и электрические бигуди «Агидель», ранее выпускавшиеся Уфимским заводом коммутационной аппаратуры.

## Структура
Производственный комплекс Уфимского завода телефонной аппаратуры находился в квартале улиц Карла Маркса, Заки Валиди, Тукаева и Гоголя, в зданиях учебного корпуса Башкирского сельскохозяйственного института (улица Карла Маркса, 3б) и Уфимской духовной семинарии. В 1988 году, после объединения с Уфимским заводом коммутационной аппаратуры, всё производство переведено на его площадку. В 1990-е годы три корпуса (улица Карла Маркса, 3/4) были заброшены, в 2000-х годах — переданы Башкирскому государственному университету. В 2014 году планировался снос одного заброшенного корпуса.
На 1994 год в состав предприятия входили: завод имени Кирова, завод коммутационной аппаратуры, завод «Электрон», машиностроительный завод «Темп»; коммерческо-оптовая фирма «Меркурий», внешнеторговая фирма «БЭТО-ИМПЭКС»; НИИ электронных систем коммутации. Также у предприятия были заводы в Азербайджане — электронно-вычислительных машин (Баку) и координатных автоматических телефонных станций (Джалилабад).
В составе производства были механо-заготовительный и сборочный цеха. Организован музей «БЭТО». Рядом с Уфимский заводом коммутационного оборудования построен Уфимский колледж радиоэлектроники, телекоммуникаций и безопасности.

### Численность
На декабрь 1941 года работало 565 человек, январь 1942 года — 807 человек, апрель 1946 года — 1600 человек. В 1994 году, в составе всех предприятий, суммарно работало 8000 человек. В 2010 году работало 314 человек.

## Руководство и собственники
Ранее принадлежало Министерству земельных и имущественных отношений Республики Башкортостан, пакет из 60,46 % акций которых в 2011 году проданы ООО «Авиапромышленная лизинговая компания». В 2010 году территория объединения площадью 9,7 га приватизирована.
Являлось соучредителем внешнеторговой фирмы ИМПЭКС и двух совместных предприятий — российско-израильского «Эликсир» и российско-китайского «БЭТО-Хуавэй», где на производственных площадях БЭТО выпускалась продукция китайской компании Huawei Technologies.

### Руководство
Завода № 628:
- сентябрь — ноябрь 1941 — директор В. Г. Клебанов
- февраль — 8 мая 1942 — директор С. И. Семёнов, снят за «срыв производственной программы 1942 года по выпуску телефонных аппаратов»
- 8 мая 1942 — апрель 1946 — директор А. Н. Солонников

УЗТО имени Кирова:
- 1971–1973 — директор Е. В. Куликов[3]

БЭТО:
- 1991–1995 — президент и генеральный директор концерна Юрий Камалович Шарипов[27]
- 1995–2004 — генеральный директор Владимир Львович Гаврилов, работавший на Уфимском заводе телефонной аппаратуры с 1967 года
- 2004 — ? — генеральный директор Шамиль Флюрович Айдагулов
- ? — по настоящее время — генеральный директор Линар Ильгизарович Нурмухаметов[28][29]

## Санкции
11 апреля 2023 года, из-за российского вторжения в Украину, предприятие включено в санкционный список Канады «организаций причастных к войне Путина». В декабре 2023 года БЭТО включено в санкционный список всех стран Евросоюза как «российское военно-промышленное предприятие, занимающееся разработкой телекоммуникационных систем, в том числе радиоприёмников, состоящих на вооружении Вооружённых Сил РФ». По аналогичным основаниям предприятие включено в санкционные списки Украины и Швейцарии.